# Le Cap d'Agde
Le Cap d'Agde est une station balnéaire dans la commune d'Agde, dans le département français de l'Hérault en région Occitanie. Elle se situe au pied d'un ancien volcan, le mont Saint-Loup, au bord de la mer Méditerranée. Elle est construite à partir de 1970 à l’emplacement d’un marais sur la planification de l'aménagement touristique du littoral du Languedoc-Roussillon.

## Histoire
Le site a abrité un port grec antique dont les marais salants et la fabrication de meules à grains en basalte étaient parmi les activités principales à l'exportation.

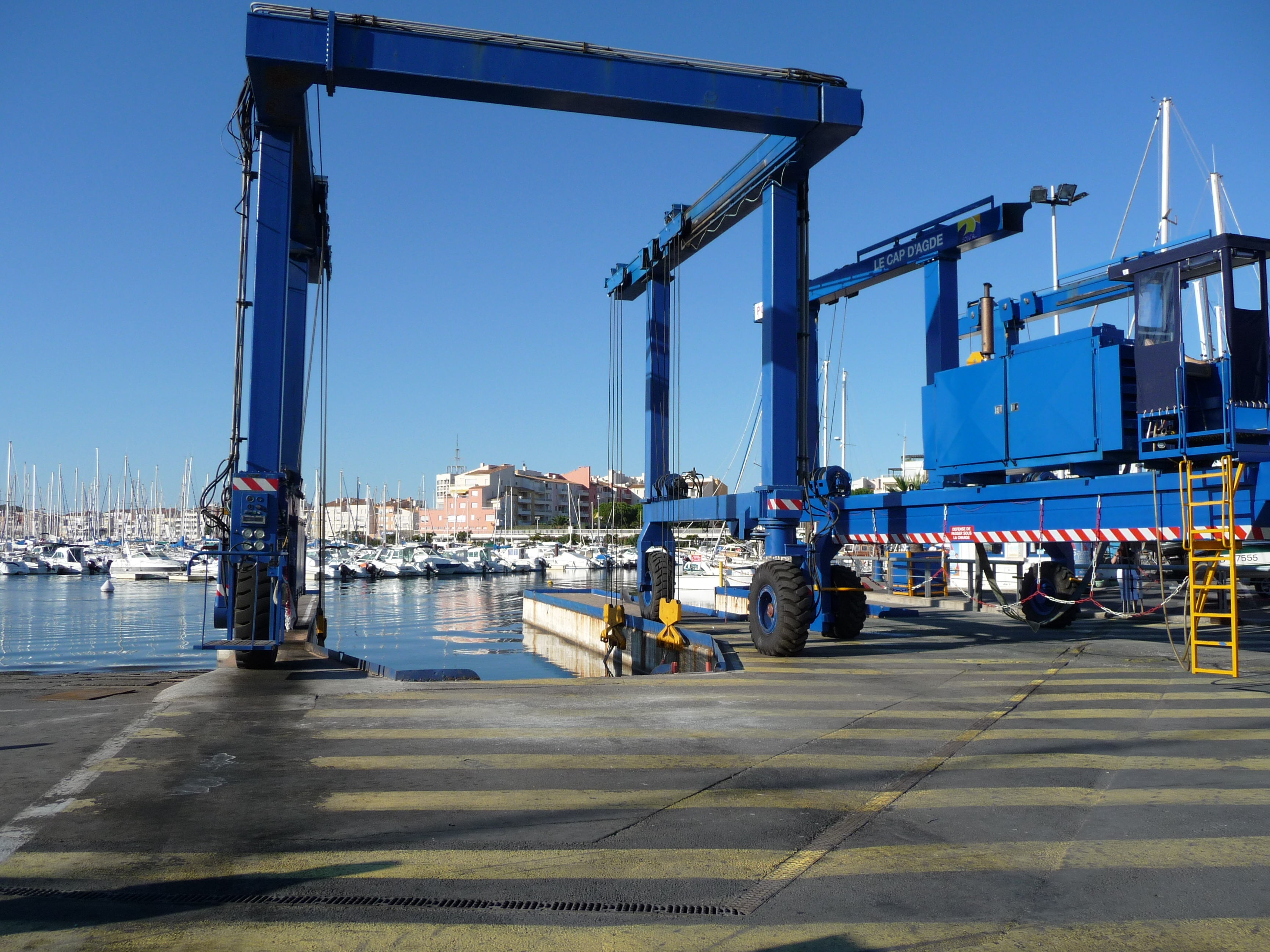
Zone technique de radoub.
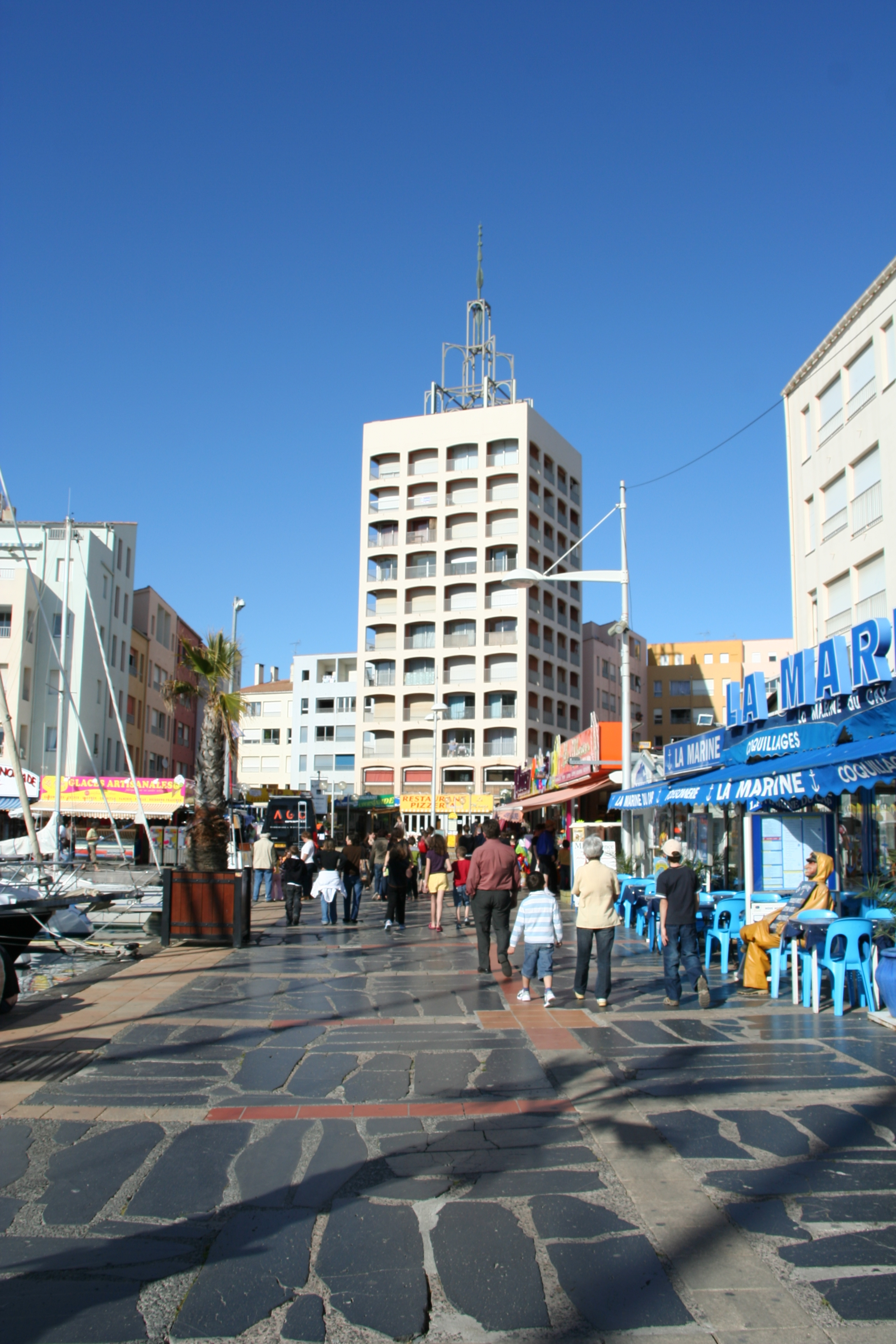
Le « centre » du Cap d'Agde devant le port à proximité du palais des congrès en venant de la zone technique de radoub à accès public et en longeant la galerie marchande.

Le site du Cap d'Agde était un marais, séparé de la mer par de larges plages de sable, au milieu desquelles s'avançait le promontoire rocheux ayant donné son nom à la station. Seules quelques maisons bâties sur la côte étaient présentes. Dans les années 1960, le gouvernement décide de développer le tourisme dans le Languedoc-Roussillon avec le plan Racine. Une société d'économie mixte, la Société d’équipement du Biterrois et de son littoral (SEBLI) est chargée de développer la station.

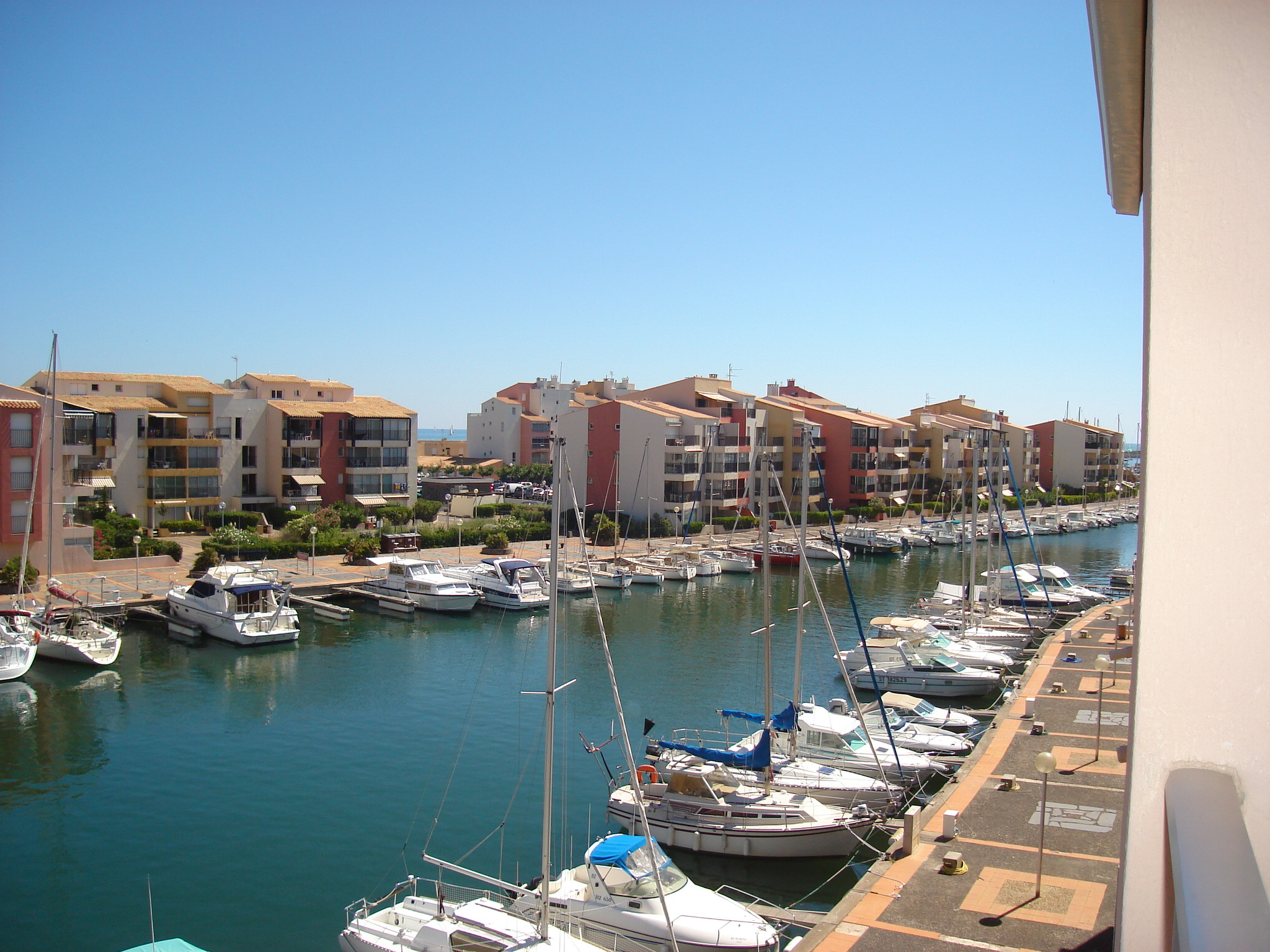
L'avant-port et l'île des Pêcheurs, la promenade sur les dalles de basalte et carreaux de céramique. Établies sur le marais en le creusant, les iles et marinas fournissent l'ensemble de l'attractivité de Cap-centre.

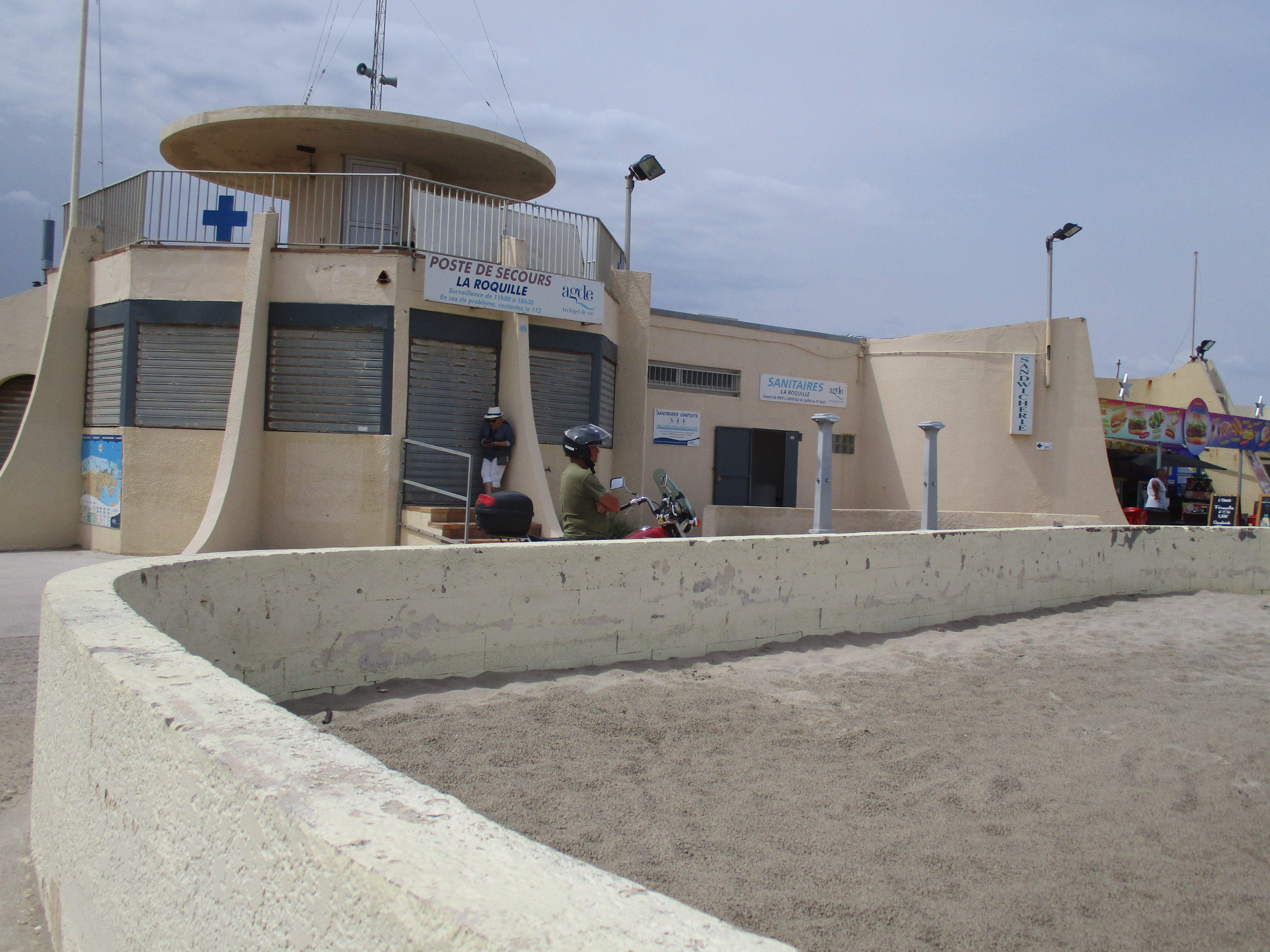
Poste de vigie La Roquille, toilettes publiques et terrasses des restaurants, promenade amenant face au Village naturiste. Architecture du béton banché à refends apparents (ici à fruit) 1975.

En 1967, les travaux de creusement du port de plaisance commencent. Quelques immeubles sont construits. De gigantesques parkings sur la zone portuaire sont créés, ils sont de forme circulaire typique ailleurs que sur le port et le grand boulevard dont ils séparent les deux voies. Ils représentent toujours aujourd'hui la quasi-totalité des places et ils fournissent les « points de repère » numérotés sur le plan de la ville le long de la côte.
Initialement seules les constructions de services municipaux autour du Palais des congrès existent, la desserte routière générale à plusieurs voies est déjà là en 1975 surplombée par la passerelle devant aboutir à la future « flânerie », vers les campings de la Clape et vers le Môle dont les résidences de bord de mer sont à bâtir dans les années 1980. Le port commence son activité commerciale à port Saint-Martin. La construction continue de s'accélérer : la place Terrisse, Saint-Clair, Agde-Marine avec la volonté affirmée de donner l'aspect d'un village avec la tour centrale-repère par sa sculpture en métal de type campanile par façade en modules d'architecture 1970. Le village naturiste se constitue sans concertation avec les aménageurs publics qui, pour leur part, établissent le port de « La Roquille » au « parc Lano », et « La Pinède », une zone de lotissement privé. Elle jouxte les villages vacances des comités d'entreprise (EPIC), la desserte du Cap depuis Agde, le Village naturiste.
La capitainerie suit — ou est un moteur à — cette évolution et déménage d'une construction modulaire vers une construction en dur. L'ensemble qui était un cul-de-sac routier devient un pôle urbain. Il comprend maintenant les commerces donnant sur les quais dans la technique traditionnelle des villages avec galerie marchande sous immeubles bordant la place principale.
La falaise est urbanisée courant 1980 avec accès à la plage de sable noir. Les plages sont bordées de centres de secours et de restaurants sur leur bords, elles sont divisées en accès à des « paillotes » classiques à l'urbanisme balnéaire post 1970. Les bateaux-promenades font leur apparition.
Le musée de l'Éphèbe est inauguré en 1987 après la série des fouilles archéologiques clandestines de la villa romaine devant les arènes aboutissant à un premier musée archéologique subaquatique officiel.

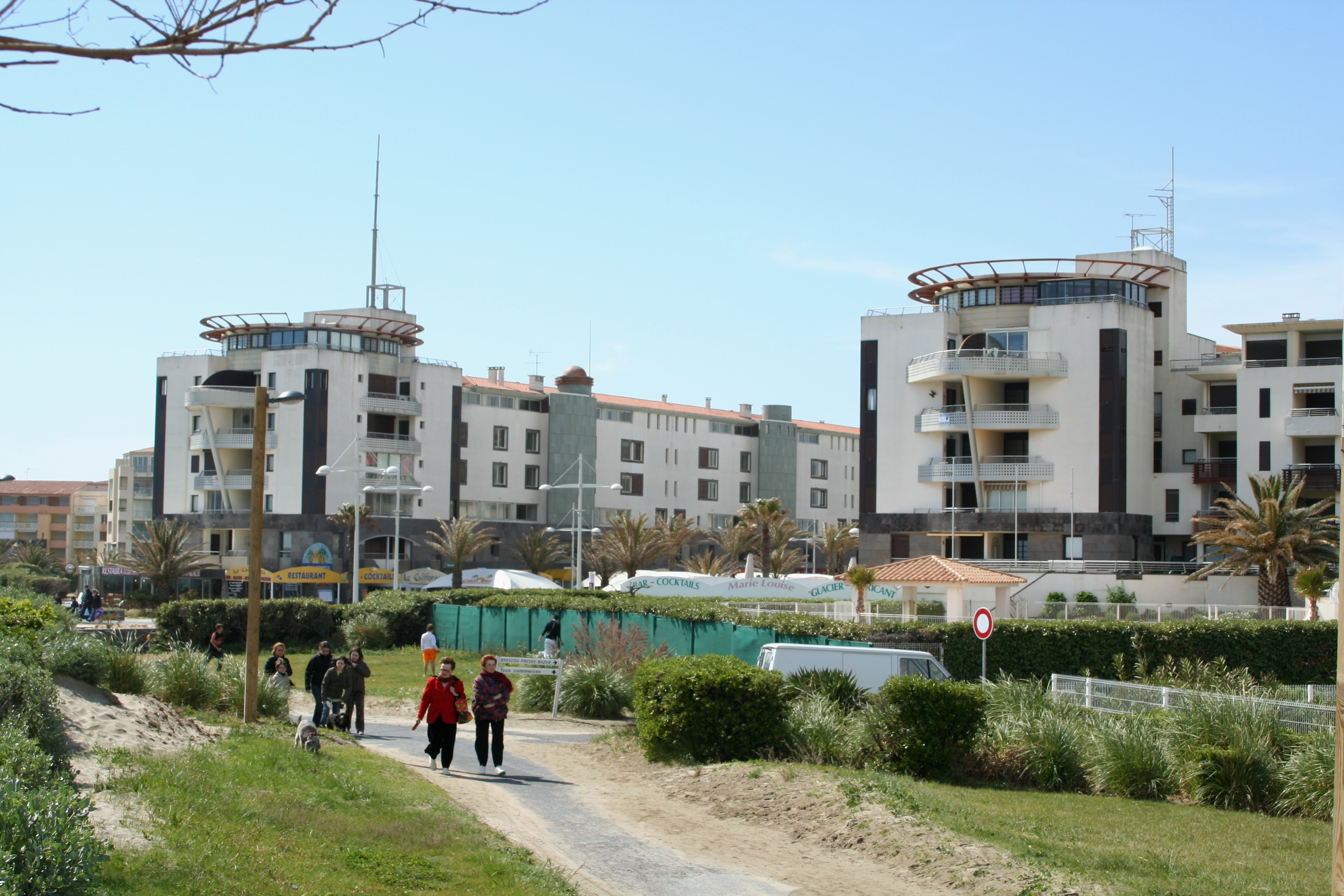
Le Mail de Rochelongue construit en 2000 rejoint le Grau d'Agde et ses villas à formule traditionnelle de résidence secondaire et campings sur le bord de mer au sud.

Les dernières constructions dans les années 2010 sont le quartier du Mail de Rochelongue qui fait que le Cap d'Agde est à présent contigu au quartier de Rochelongue. La presqu'île en face de l'île des Pêcheurs, en plein cœur du port de Cap d'Agde et composée de marinas, est également entièrement rebâtie.
Un golf est aménagé sur une ancienne déchetterie de proximité, accessible en 2014 derrière les constructions vers Grau d'Agde, ce devait initialement être un parc urbain compensant la non-réalisation constatée des objectifs des années 1970 de promenade dans la verdure du parc Lano à côté du village naturiste pas plus que ceux de l’île des Loisirs.
En 2016, le plan d'urbanisme est entièrement revu sur le « constat que la manière d'habiter dans la station a changé » : elle se fait toute l'année pour les seniors alors qu'elle n'était prévue que saisonnière par le plan Racine qui en outre n'avait pas dans les faits pris en compte l'habitat induit des saisonniers. L'accessibilité aux divers établissements publics qui est prévue par des normes doit être respectée. Les circulations piétonnes séparées de la circulation automobile sur un schéma inadapté provoquant une désorientation doivent être facilitées car elles sont malaisées à utiliser. Ce plan est déclaré comme la « fabrication d'un nouveau centre urbain » par le déplacement du centre de congrès, de la poste, de l'annexe de la mairie, du poste de police soit l'aménagement de l'ensemble d'architecture publique type des années 1970-1980. Le nœud autoroutier urbain composant l'accès initial sous forme de « porte urbaine » entourant l'Office de tourisme-maison de services de proximité initial est revue en constatant que les flux automobiles de traversée de l'agglomération se concentrent avec comme axe Sète - Béziers ce qui a généré un pôle commercial servant aussi bien à la population locale que de passage (des bretelles d'accès, pont d'enjambement de la route nationale sont disponibles en 2019).

## Tourisme

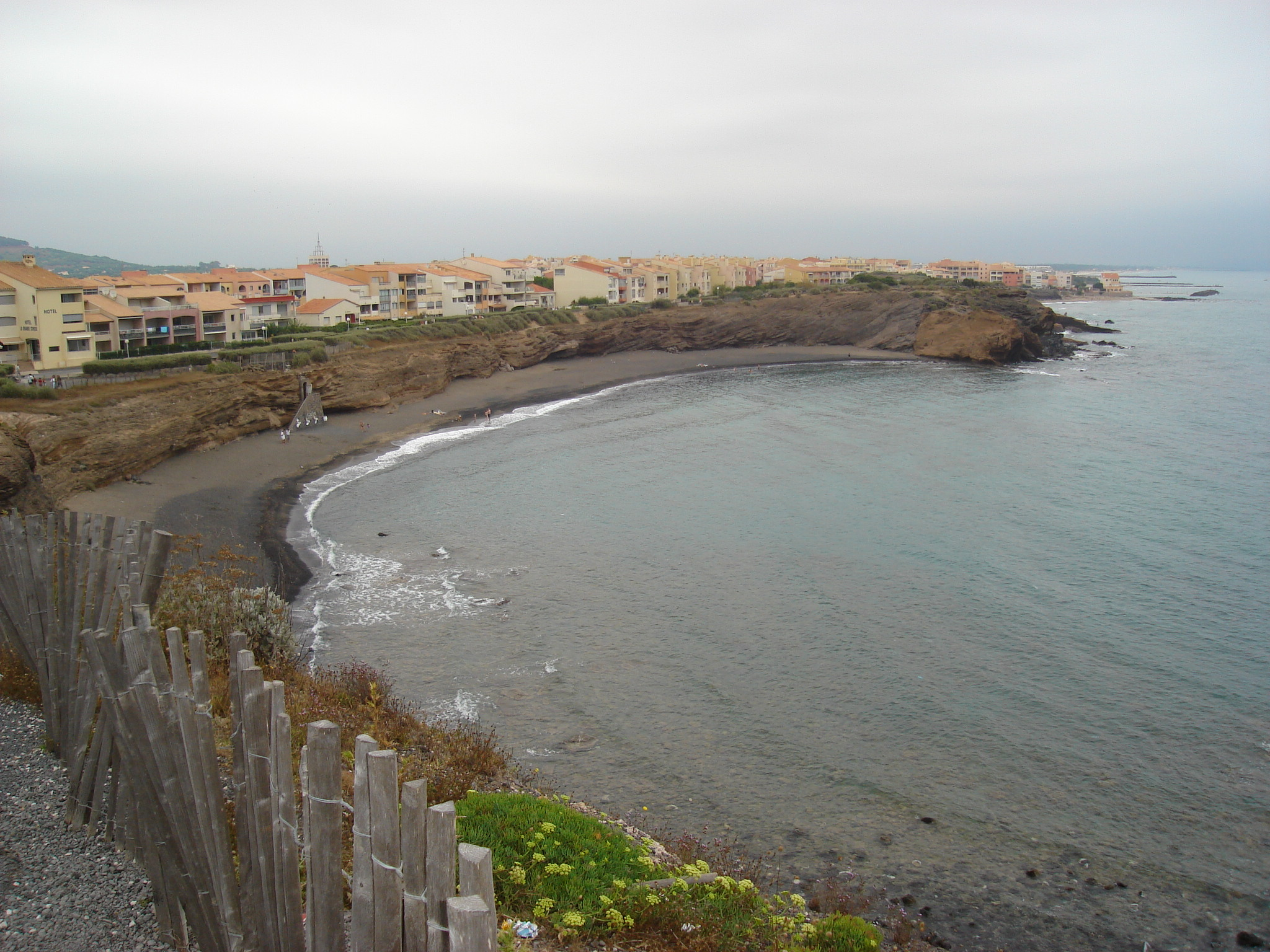
Plage de la Grande-Conque en roche basaltique.
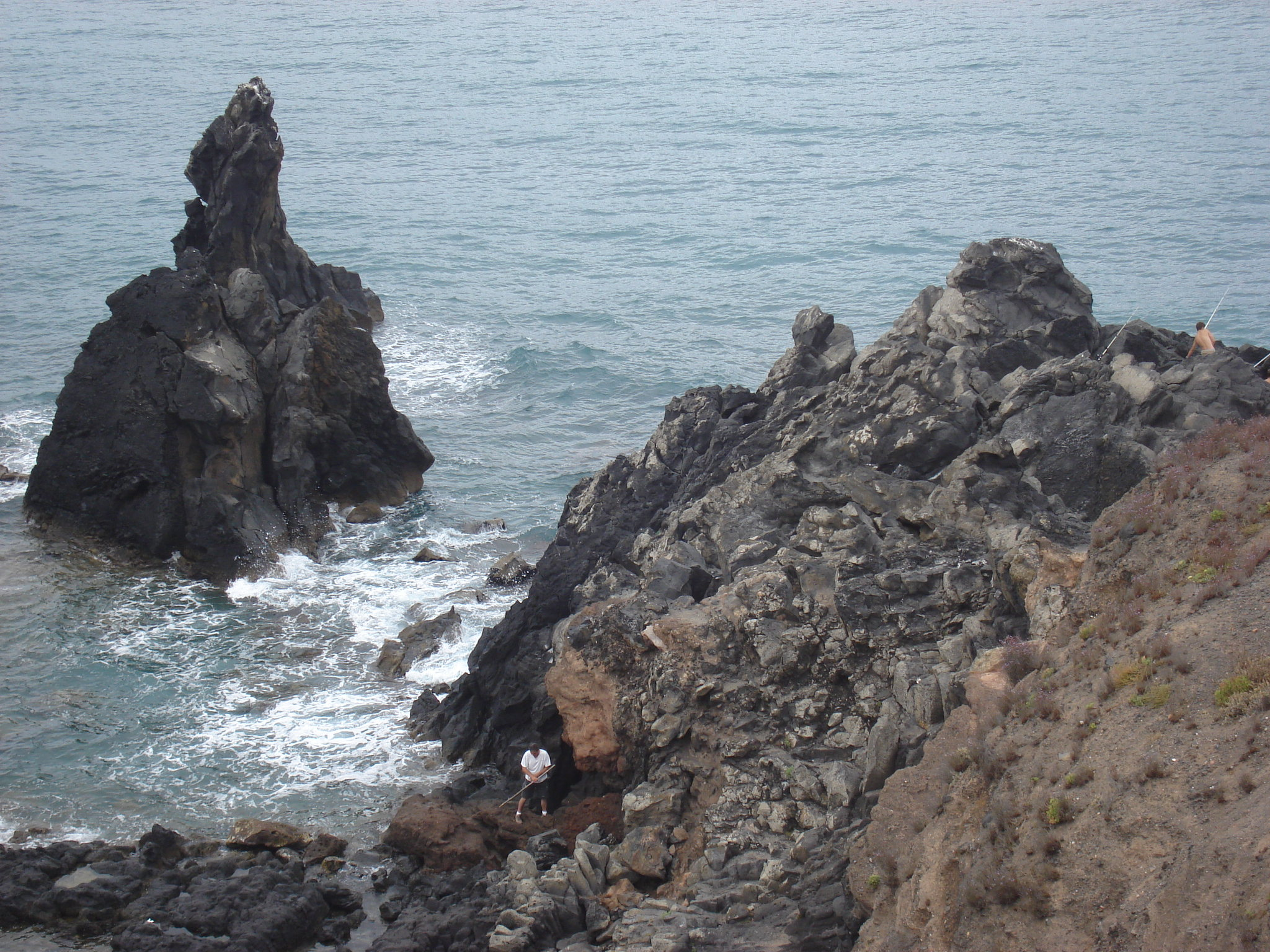
Le rocher des Deux-frères au large de la Grande-Conque.
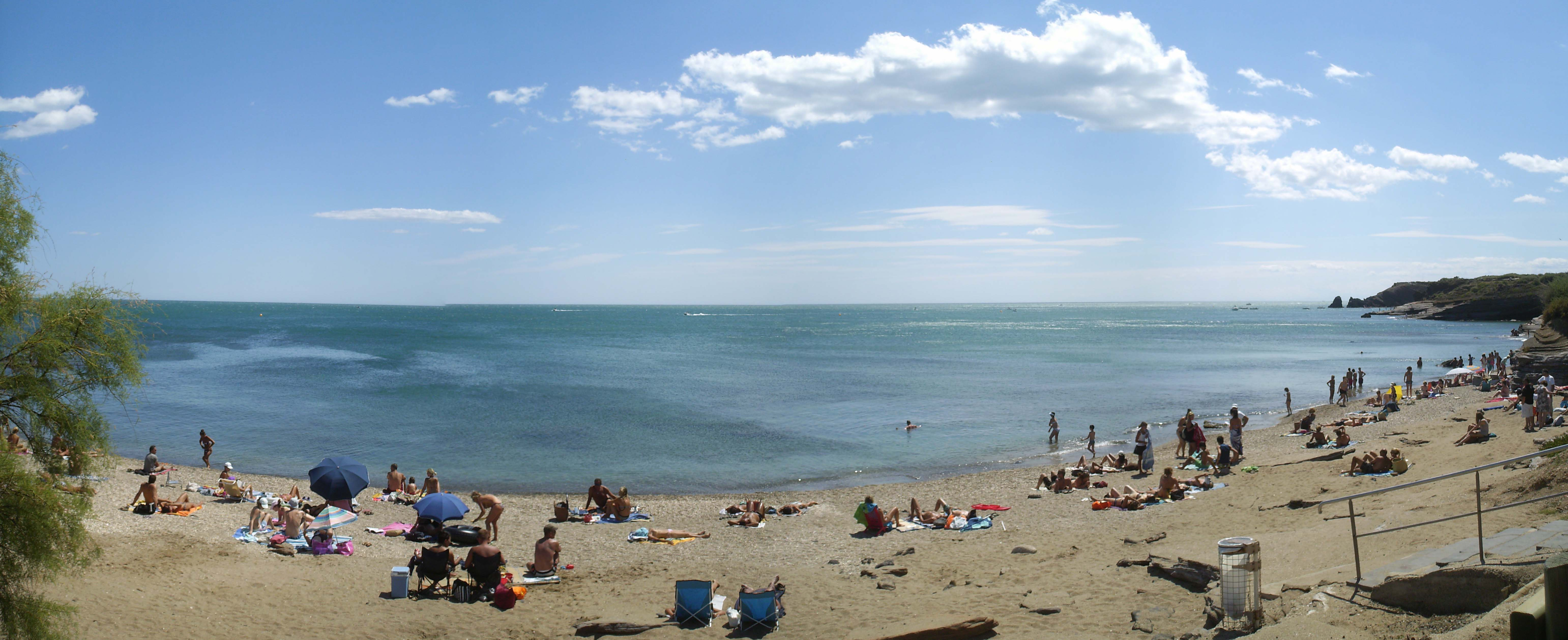
Panorama plage de la Grande-Conque et rocher des Deux-frères.
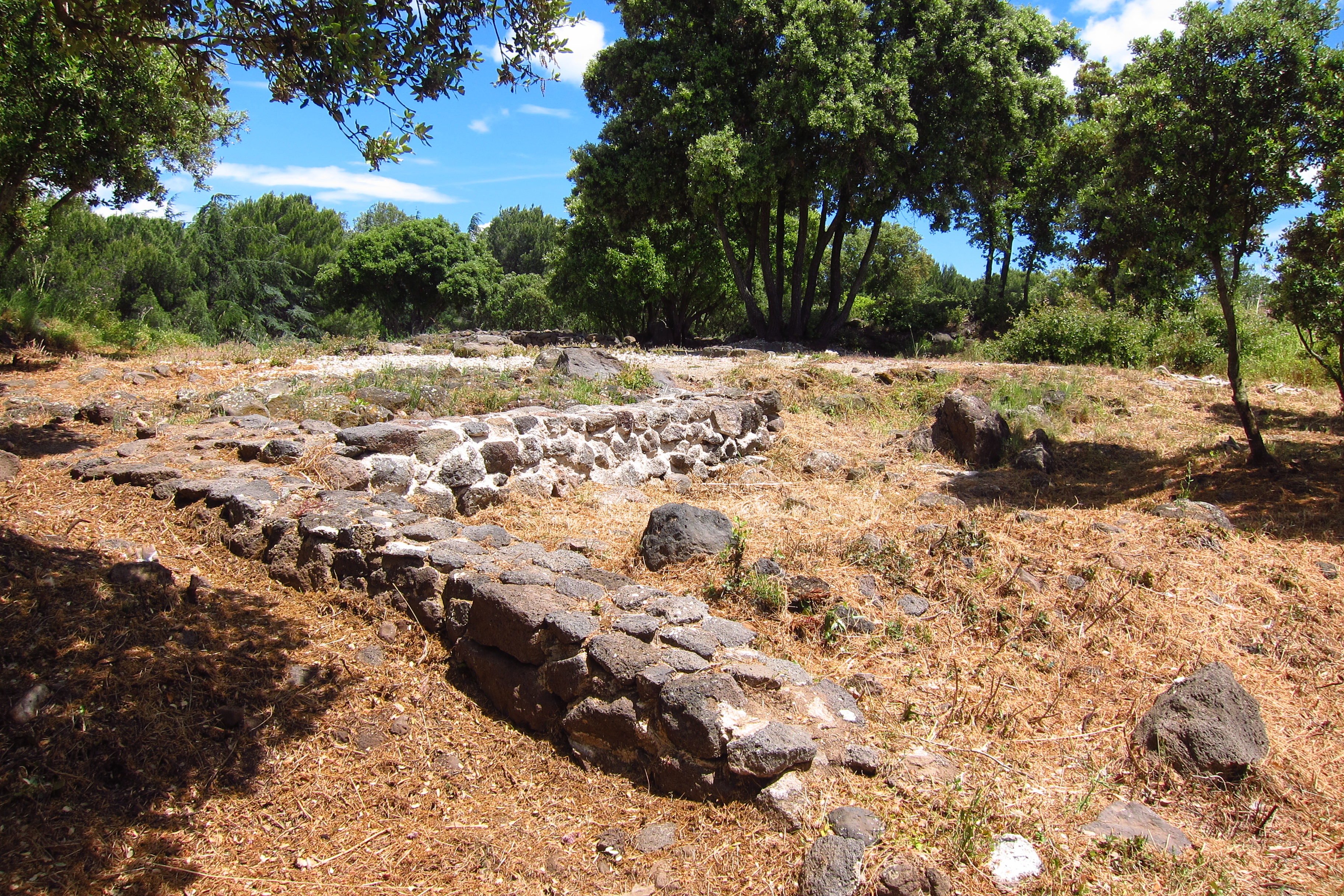
Villa d'Embonne à la Clape à côté des arènes et de l'église Saint-Benoît.
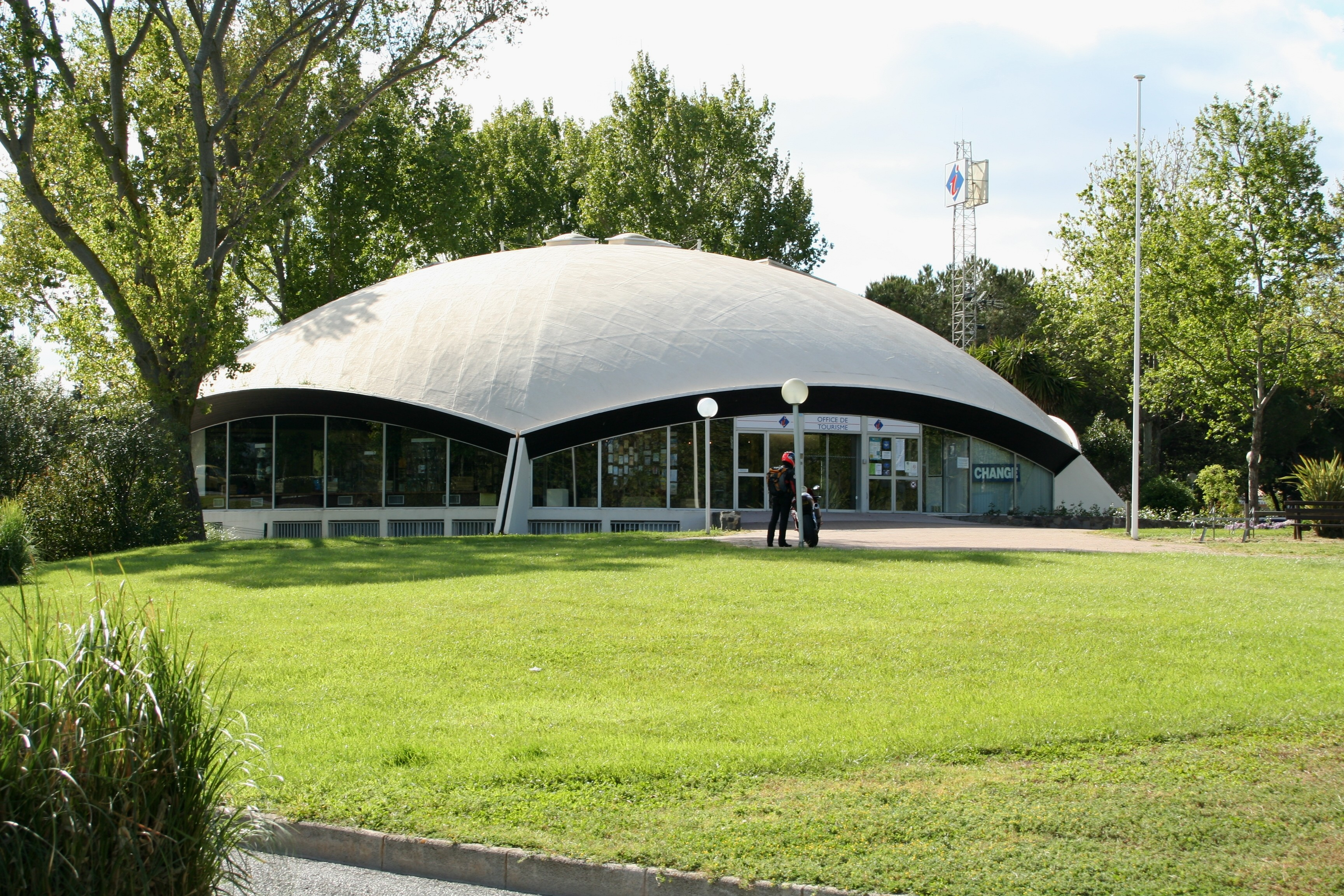
Office de tourisme en contrebas des voies du rond-point d'arrivée à Cap d'Agde de ses débuts à 2016.
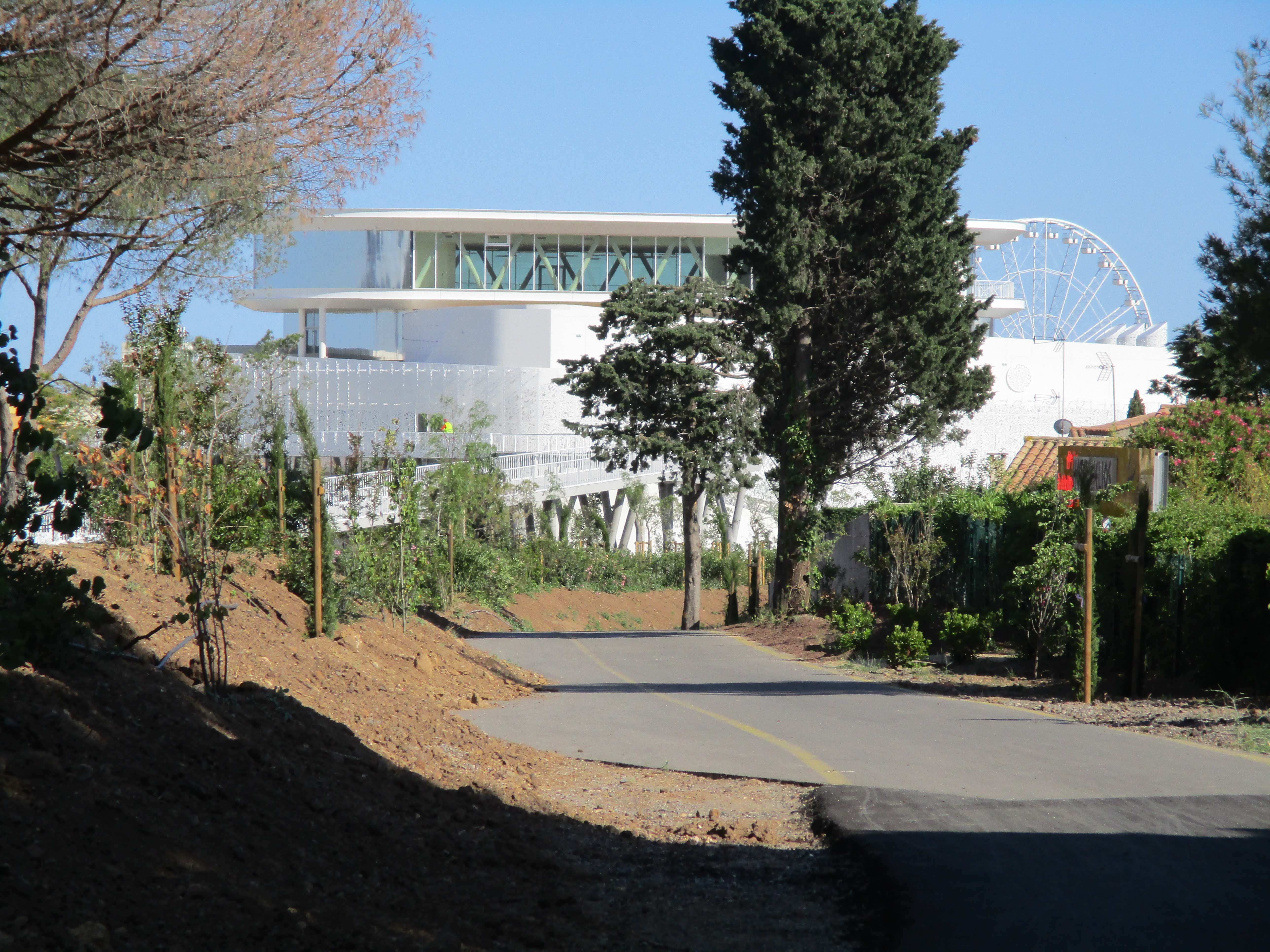
Le nouveau Palais des congrès, son belvédère, à côté de la bulle de l'Office du tourisme, 2019.

### Station de loisirs

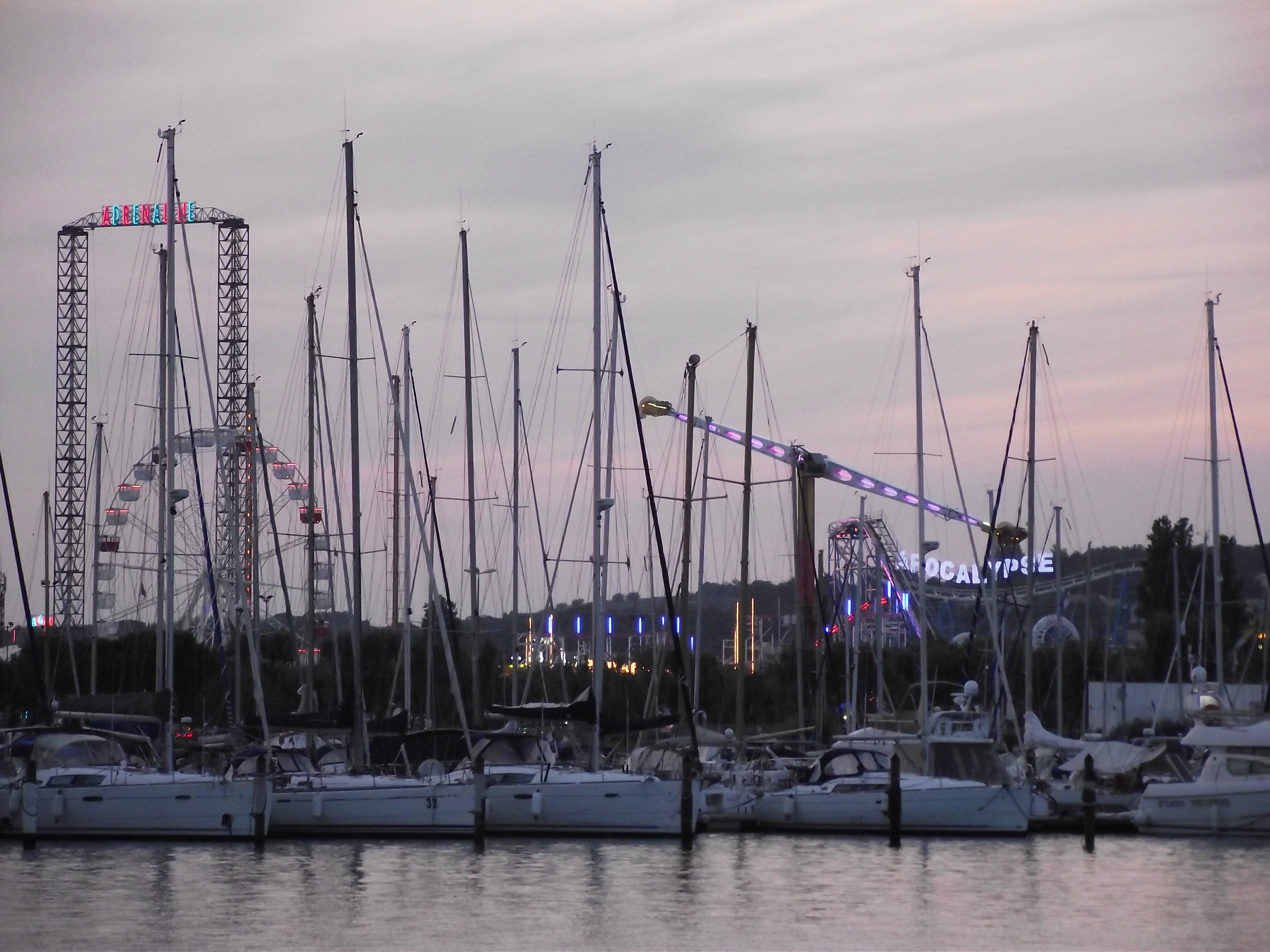
Vue du Luna Park Cap d'Agde depuis le port.

Elle s'est développée depuis 1970 dans un espace très peu polarisé par l'activité humaine, à partir d'une zone naturelle vierge. L'urbanisation croissante finit par atteindre les parcelles de la vigne exploitée sur Marseillan au nord du Cap d'Agde. Une rocade automobile relie le Cap d'Agde aux autres pôles urbanisés d'Agde, elle est en restructuration depuis 2016.
La zone de construction a été boisée avec la volonté d'en faire un grand parc urbain. La station se compose tout autour d'un port de plaisance creusé dans un ancien étang. Les bassins du port sont entourés d'un habitat urbain mixte d'immeubles contigus et de pavillons formant des rues, plus des marinas sur des presqu'îles (îles avec pont) façonnées pour une habitation intégrant l'automobile et les bateaux.
Un large boulevard relie les nouveaux quartiers spécifiés par des ronds-points, des boucles secondaires de rues y sont reliées. Un système de pinèdes-promenades structurant un habitat dans la verdure est établi sur le plan initial.
Le village naturiste autonome est décentré au nord de l'agglomération en bord de la Réserve naturelle nationale du Bagnas commune à Agde et Marseillan. La plage naturiste, à l'Est, est séparée du cordon des autres plages de Cap d'Agde par un petit port de plaisance, avec actuellement un parc d'hivernage de bateaux.
Des promenades piétonnes en ville sur le type zone piétonne sont faites dès la conception de la ville nouvelle avec pour marqueurs un dallage de pierres longues en basalte noir. Des « villages de vacances » qui se sont agglomérés les uns aux autres le long de la voie automobile publique ont composé une structure architecturale de type Néo-régionaliste ou bien brutaliste intégrée aux jardins plantés méditerranéens dont une des composantes est l'exotisme. Ces zones privées se sont isolées de plus en plus de l'accès du public.
Les espaces attractifs ont été constitués comme l'île des Loisirs (un parc d'attractions, un casino, des bars et trois boîtes de nuit), les Arènes du Cap qui proposent divers spectacles (et les toro-piscines durant toute la période estivale), le parc Aqualand (un des premiers) auquel s'ajoute entre le Cap d'Agde et Grau d'Agde le Centre aquatique de l'Archipel (« Cité de l'eau »), une construction du XXIe siècle, opération de la ville et de la communauté d'agglomération Hérault Méditerranée.
Un espace de congrès, un musée important (le musée de l'Éphèbe, seul musée de France consacré à l'archéologie sous-marine), un aquarium marin.
L'église Saint-Benoît à la Clape consacrée en 1979, paroisse de Grau d'Agde, ouvrage en croix en tau, bois lamellé-collé, vitraux, clocher-mur à l'arrière et mobilier hétéroclite.
Les vestiges de la villa romaine d'Embonne à ses côtés, le mémorial du débarquement 2e Guerre mondiale sur la falaise de basalte complètent l'intérêt pour le site.

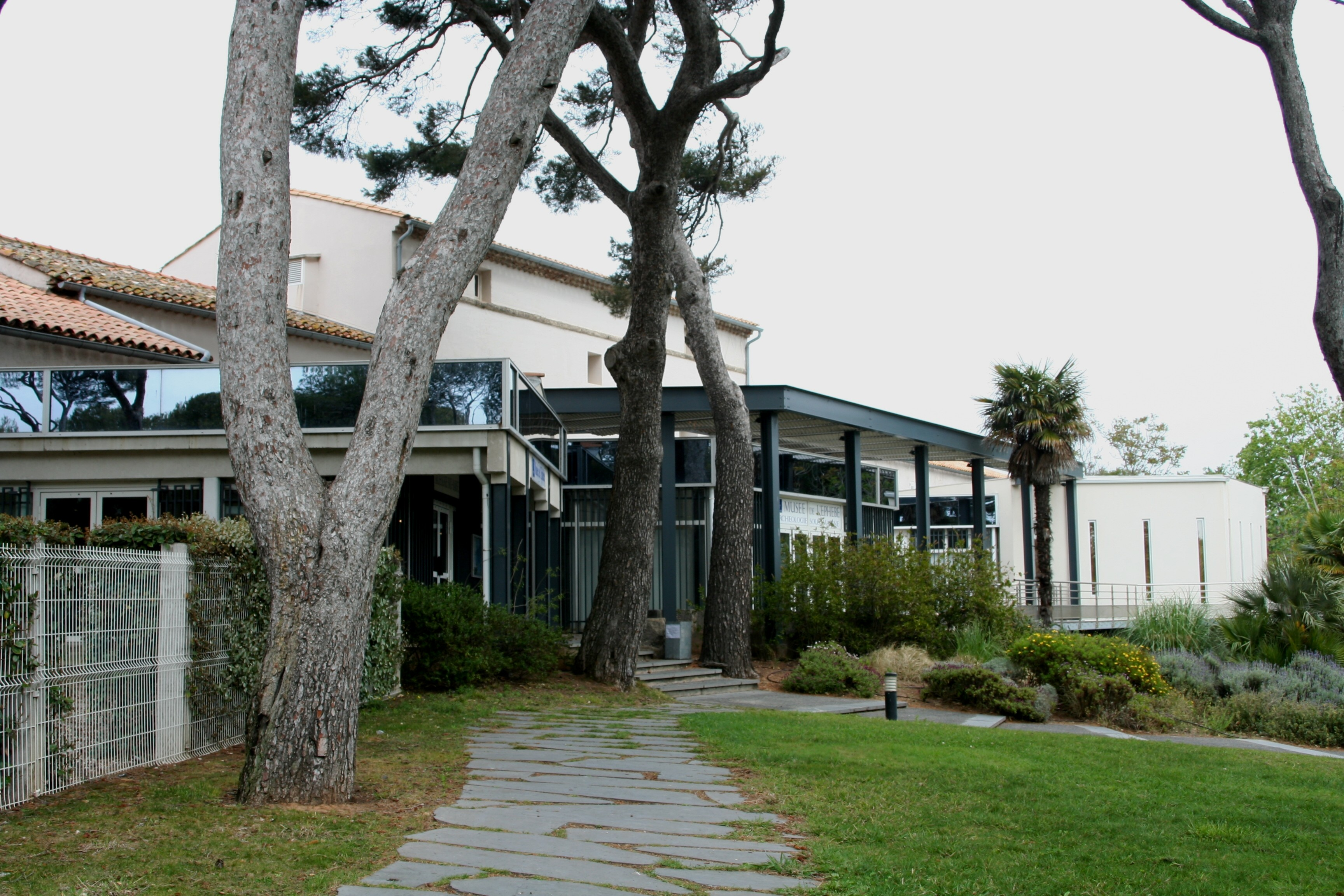
Musée de l'Éphèbe.
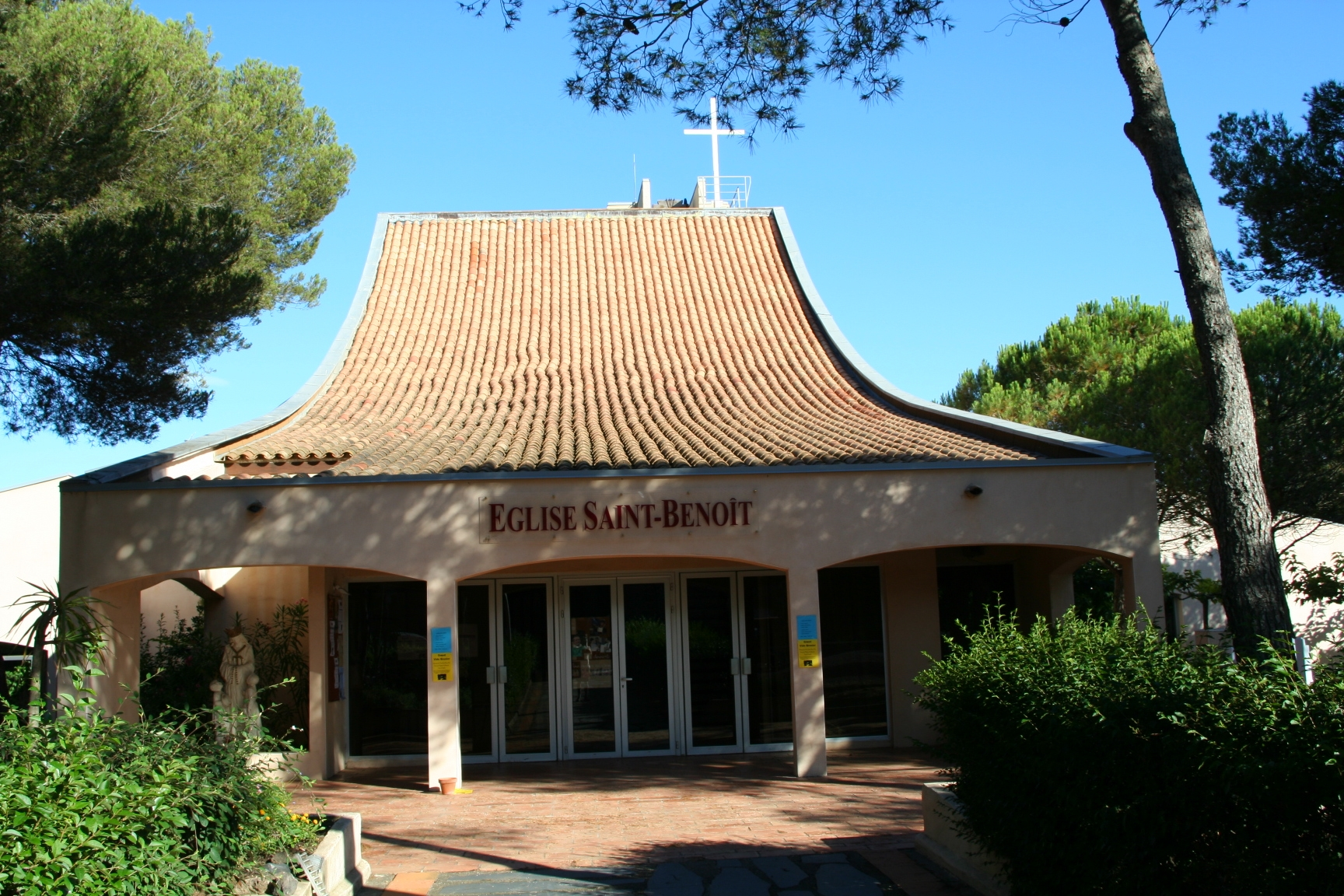
Église Saint-Benoît 1978 La Clape à côté des vestiges de la cité antique des arènes et du Musée de l'Éphèbe.
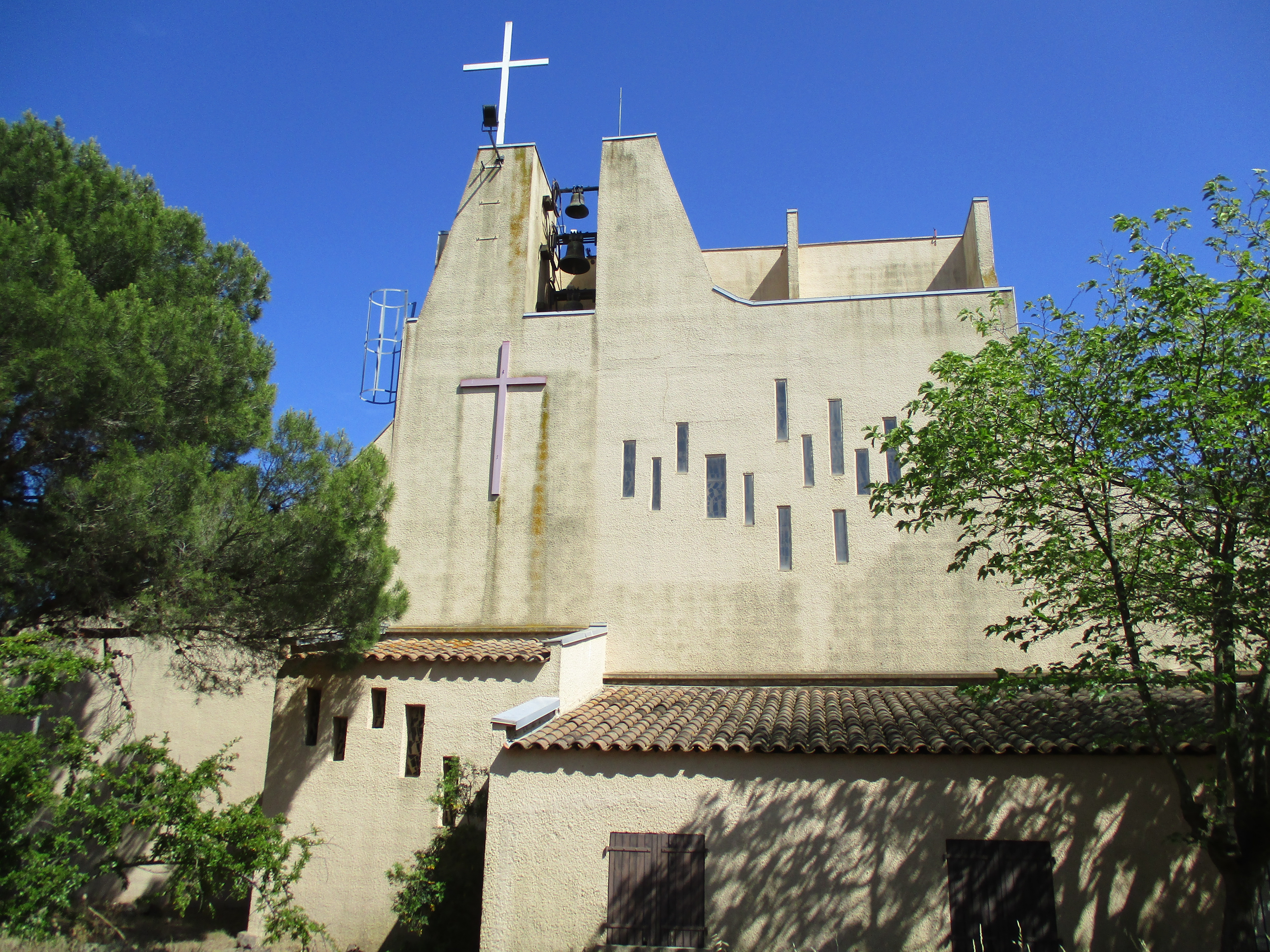
Église Saint-Benoît ; croix, clocher-mur moellons de béton et vitraux « meurtrières » ; aile « Est » de transept ouvrable sur cour pour les messes en haute saison touristique.

### Ports de plaisance

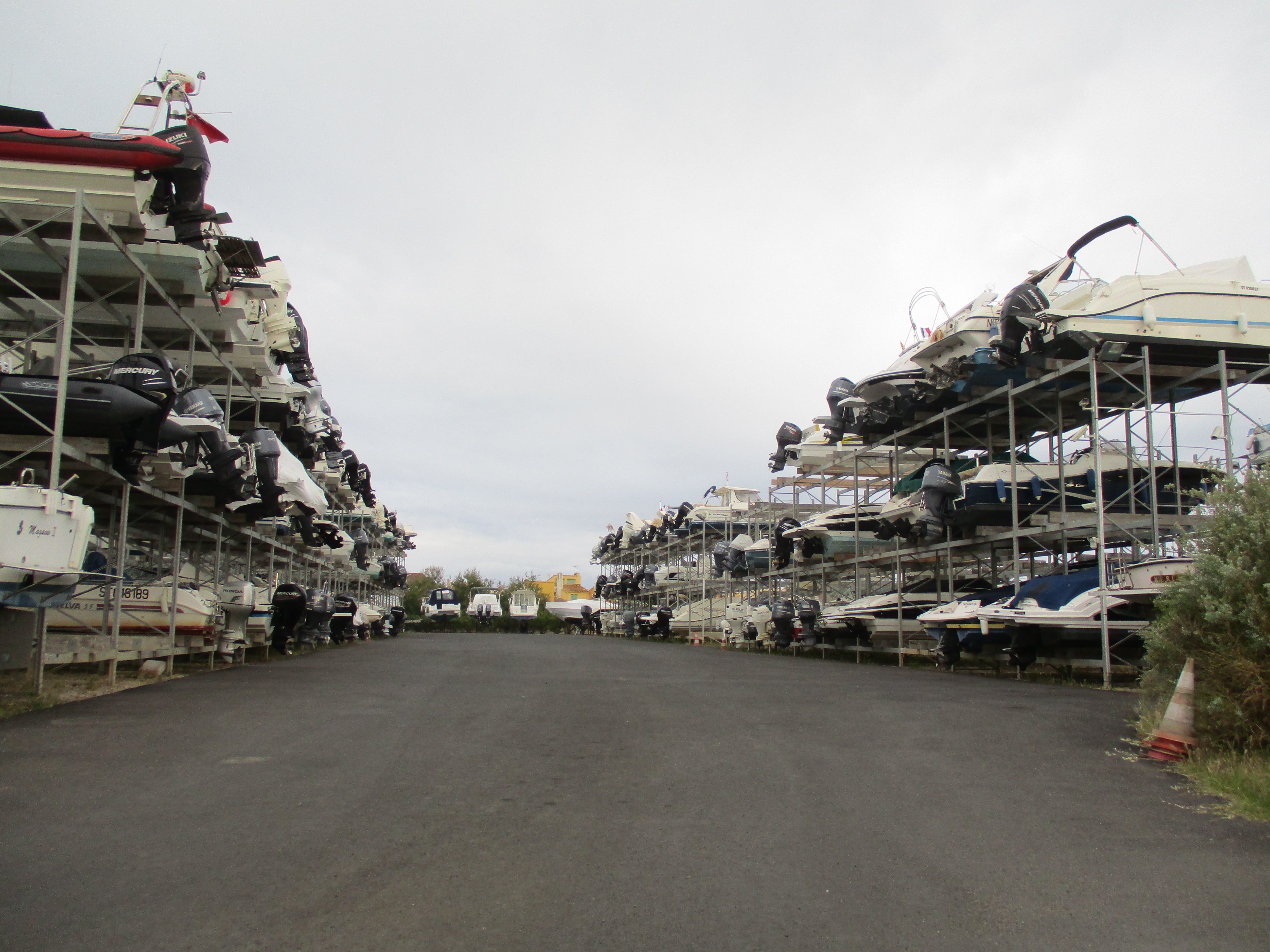
Port à sec du Parc Lano face au Village naturiste, accès par La Roquille. Nombreux bateaux et peu de place.

La société d’économie mixte chargée de la gestion du port de plaisance d’Agde depuis 1990 et dont la commune d’Agde est l’actionnaire principal a fait l'objet en 2023 d'un rapport de la Cour des comptes. Elle a relevé l'opacité de gestion dans la gouvernance et les salaires de ses cadres dirigeants dont certains ont été augmentés de plus de 50 % en trois ans. Certains perçoivent un salaire de plus de 14 000 euros mensuels.

### Quartier du Bagnas, dit «village naturiste»

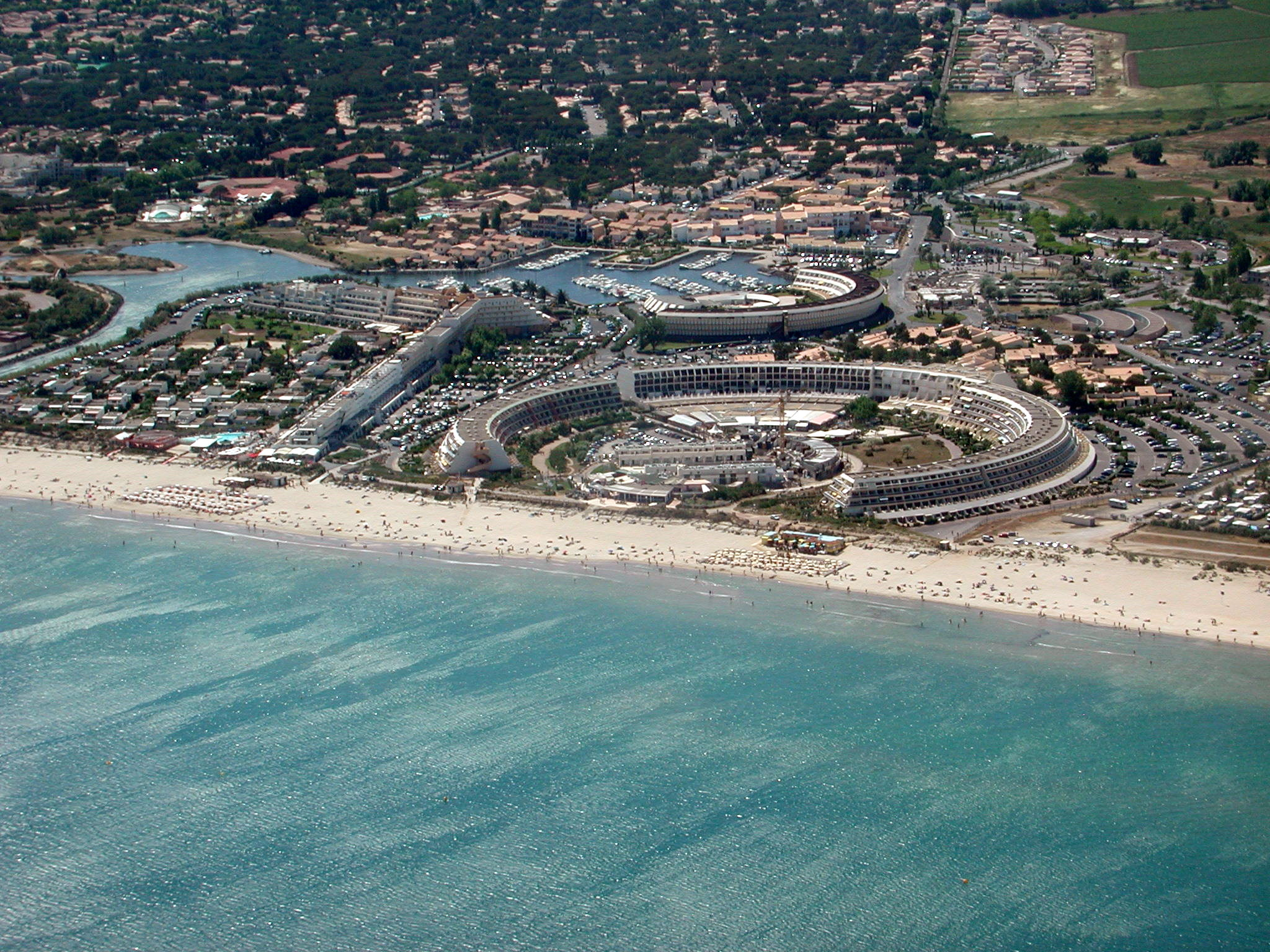
Devant la pinède Saint-Loup, en bordure de la réserve naturelle de Bagnas, le village naturiste avec ses parcs automobiles, son centre commercial, et la plage naturiste à droite du port de la Roquille.

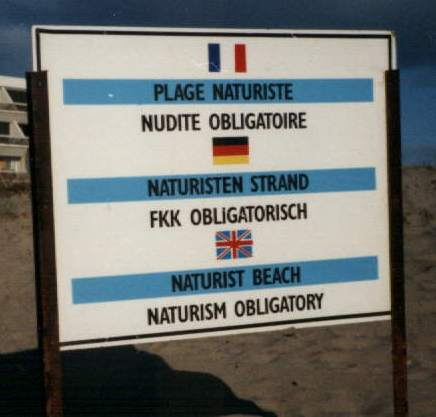
Le Cap d'Agde

Une des particularités du Cap d'Agde est le village naturiste qui correspond au quartier du Bagnas. À l'origine de sa création en 1974, l'État français l'a créé exclusivement pour le naturisme dans le cadre de la Mission Racine. Opération de promotion immobilière sur des terrains privés, il ne respecte cependant pas les directives d'urbanisme excluant les grands ensembles d'architecture dictées par l'architecte en chef de la station du Cap d'Agde. Il s'agit d'un des plus importants sites naturistes du monde, le premier d'Europe en capacité d'accueil (hôtels, résidences de tourisme, un camping village).
Cependant, certains visiteurs et vacanciers se détournent de l'éthique naturiste pour y pratiquer le libertinage, y compris sur les plages à vocation familiale,, et ce quartier est progressivement déserté par les familles naturistes. En réaction, le village du Cap d'Agde perd son agrément de la Fédération française de naturisme et les familles de vacanciers naturistes délaissent aussi ce lieu pour fréquenter d'autres centres de vacances exclusivement naturistes.
Pour enrayer ce phénomène, une charte du village naturiste est mise en place en 2004. Cette charte a été élaborée par toutes les entités du village : Union des copropriétaires (USCQN), Union de professionnels de tourisme naturiste (UPTN, regroupant commerçants et agences), le Centre hélio-marin René-Oltra (CHM camping Oltra), la municipalité d'Agde et le Club naturiste du Cap d'Agde (CNCA).

### Grau d’Agde
Ce village de pêcheurs devenu village de vacances se trouve à quelques pas d’Agde, en bordure de la mer Méditerranée, sur la rive gauche du fleuve Hérault. Il comporte encore une activité de chantier naval et de pêche artisanale avec criée ouverte au public. Il est la porte d'entrée du canal du Midi pour la marine de plaisance depuis la mer Méditerranée, entre l'étang de Thau et l'océan atlantique. La pinède de La Tamarissière qui a plus de deux cents ans est un patrimoine naturel classé qui accueille des campeurs en été, sur la rive droite de l'Hérault.

## Manifestations
- Chaque année, le premier week-end de septembre est l'occasion d'un grand rassemblement de motos Harley-Davidson organisé par l'association des Brescoudos.
- Tous les 31 décembre a lieu, sur la plage naturiste, le « dernier bain de l'année », événement incontournable de la vie agathoise, où de nombreux naturistes et sympathisants se baignent nus dans une mer pas toujours très chaude.
- L'Union des copropriétaires du quartier naturiste (USCQN) organise chaque été, à la fin du mois de juin, une fête populaire, naturiste et citoyenne, avec repas et bal. Cet événement réunit, depuis sa création en 2004, environ quatre cents personnes.
- Tous les deux ans ont lieu les « rencontres nationales et internationales d'échecs ». Cette initiative, depuis sa création en 1994 par la CCAS (Caisse centrale des activités sociales du personnel des industries électriques et gazières), a la particularité de rassembler autour du jeu d’échecs non seulement les salariés des industries électriques et gazières et leurs familles, mais également des salariés d’autres entreprises. Dans le cadre d’une volonté d’ouverture, il est proposé à tout joueur d’échecs de participer et s’inscrire à l’un des tournois open. Ainsi au travers des différents tournois au programme, chacun, du débutant au « Grand Maître International », trouve une place au « Cap d’Agde », pour partager sa passion des échecs[13].
- Pour les coureurs à pied : une course de quinze kilomètres à la Pentecôte, la 'Pentecôtaucap' qui permet de découvrir le Cap d'Agde.
- Chaque année, a lieu le festival  Les Hérault du Cinéma et de la Télé  présentant des films, séries télévisées, courts métrages en exclusivité.

## Sport
Un cyclo-cross s'y déroule, il a été le support d'un championnats de France de cyclo-cross en 1990 et d'une manche du challenge la France cycliste de cyclo-cross en 2007.

## Transports
Comme la plupart des stations de l'Hérault, le Cap d'Agde est bien relié au réseau routier et autoroutier.
Le Cap d'Agde est desservi par l'aéroport de Béziers-Cap d'Agde.
La gare SNCF d'Agde pour les trains TGV INOUI, OUIGO et TER Occitanie.
La station est desservie par les bus urbains du réseau d'Agde Cap'Bus.